# Блау, Пётр Петрович
Пётр Петрович Блау (латыш. Pēteris Blaus; 23 августа 1900, Эргльская волость, Лифляндская губерния, Российская империя — 6 января 1971, Рига, Латвийская ССР) — латвийский и советский журналист, редактор, государственный и общественный деятель.

## Биография
Учился в Рижском реальном училище.
Добровольцем вступил в латвийскую армию. Воевал за независимость Латвии, журналистскую работу сочетал с членством в организации айзсаргов.
В 1921 году окончил архитектурный факультет Латвийского университета.
В 1926 году работал редактором журналов «Atpūtas Brīžiem» и «Mājas Draugs». С 1929 года был командиром 5-го полка Рижской народной гвардии, 15 мая 1934 года принял активное участие в государственном перевороте К. Улманиса. Кавалер государственных орденов Латвии.
С 1930 по 1940 год работал в редакции газеты «Jaunākās Ziņas» («Последние новости»), в том числе с 1937 года — её ответственный редактор.
Примерно в 1936 году был завербован органами НКВД. Псевдоним — «Общественник».
Член Коммунистической партии Латвии.
После ввода советских войск в Латвию в 1940 году с 20 июня по 21 июля занимал пост министра по связям с общественностью Латвийской ССР. Подготовил прощальную речь премьер-министра К. Улманиса.
Был избран депутатом Народного Сейма Латвии, с 21 июля 1940 до начала 1943 года занимал должность секретаря Народного Сейма Латвии — Президиума Верховного Совета Латвийской ССР (с 1941 года — в эвакуации в Башкирии).
В 1943 году был репрессирован, арестован и в мае 1945 года осуждён к 15 годам лишения свободы по обвинению в участии в антисоветской организации «Латвийский центр».
В мае 1955 года освобождён, в 1956 году реабилитирован. Позже работал корреспондентом газеты и на Государственном радио Латвийской ССР.
В 1957—1959 годах — председатель Латвийского республиканского Союза журналистов (позже — Союз журналистов Латвийской ССР).

## Награды
- Орден Трёх звёзд 4-й степени
- Орден Виестура 4-й степени
- Крест Заслуг айзсаргов